# إنجي الشامي
إنجي حمدي الشامي، (من مواليد 6 سبتمبر 1986) لاعبة كرة طائرة مصرية متقاعدة، كانت ضمن تشكيل منتخب مصر لكرة الطائرة للسيدات.
شاركت في كأس العالم لكرة الطائرة للسيدات في 2003. وعلى مستوى الأندية، لعبت مع نادي الشمس في 2003 قبل انتقالها لاحقاً إلى بالنادي الأهلي. كما شاركت في كل البطولات الأفريقية في نفس العام.

## الأندية التي لعبت لها
- نادي الشمس
- النادي الأهلي

## وصلات خارجية
- http://www.fivb.org/EN/Volleyball/Competitions/WorldCup/2003/women2/Teams/VB_Player.asp?No=14091